# Strangeulation
Strangeulation é o décimo quarto álbum de estúdio do rapper estadunidense Tech N9ne, lançado no dia 06 de maio de 2014.
Contém 17 faixas.

## Faixas
1. "Strangeulation I" - 1:50
2. "Hard (A Monster Made It)" (com Murs) - 3:57
3. "Over It" (com Ryan Bradley) - 4:28
4. "Make Waves" (com Krizz Kaliko, Rittz & Tyler Lyon) - 4:55
5. "Nobody Cares: (The Remix)" (com Krizz Kaliko, Stevie Stone, Wrekonize, Bernz & Ces Cru) - 4:59
6. "Great Night" (com Ces Cru) - 3:32
7. "Red Rags" (com Big Scoob, Jay Rock & Kutt Calhoun) - 3:56
8. "Strangeulation II" (com Stevie Stone, Murs, Brotha Lynch Hung & Godemis) - 3:06
9. "Which One" (com Murs & Godemis) - 2:56
10. "American Horror Story" (com Ces Cru) - 4:09
11. "Fear" (com Mackenzie O'Guin) - 4:25
12. "Strangeulation III" (com Bernz, Kutt Calhoun, Ubiquitous & Wrekonize) - 3:39
13. "Na Na" (com Stevie Stone & Rittz) - 4:08
14. "Stink" (com Krizz Kaliko, Stevie Stone & Kendall Morgan) - 3:59
15. "The Calling" (com Tyler Lyon) - 4:18
16. "Strangeulation IV" (com Prozak, Big Scoob, Krizz Kaliko & Rittz) - 3:14
17. "We Are Free" (featuring Bernz & Wrekonize) - 4:30